# Chrysotus megaloceras
Chrysotus megaloceras är en tvåvingeart som beskrevs av Henk J.G. Meuffels och Patrick Grootaert 1999. Chrysotus megaloceras ingår i släktet Chrysotus och familjen styltflugor. Inga underarter finns listade i Catalogue of Life.